# Critters 3: You Are What They Eat
Critters 3: You Are What They Eat (en español, Critters 3: Eres lo que comen), también conocida en Argentina como Critters 3: se comen todo! en México como Critters 3:Los engendros y en España simplemente como Critters 3, es una película de terror y ciencia ficción directa a video  con toques de comedia de 1991; fue dirigida por Kristine Peterson. Es la tercera película de la saga Critters.

## Trama
Una familia se detiene en un área de descanso durante sus vacaciones. 
Cuando el viudo Clifford y sus hijos Annie y Johnny llegan a su casa en Los Ángeles, descubren debajo del vehículo algunos huevos rotos, pero ignoran su procedencia.
Mientras esto ocurre, los Critters se escabullen dentro del edificio. La primera víctima es Frank, el encargado del edificio.
Luego se descubre que el dueño del edificio y Frank pretendían echar a los inquilinos sin pagarles indemnización. Cuando el hijo de éste llega al edificio los Critters matan a su padre, mientras el hijo logra unirse al resto de los supervivientes.
Cuando creían que su suerte estaba echada, aparece Charlie para ayudarlos; juntos logran destruir finalmente a todos los critters.
Al final de la película Charlie descubre los dos últimos huevos de Critter, pero recibe órdenes de Ug de no destruirlos, porque están en peligro de extinción y debe colocarlos en una cápsula, pero por un descuido de Charlie termina también encerrado en la cápsula en estado de criogenia.

## Curiosidades
- Fue el debut cinematográfico de Leonardo DiCaprio